# Водные клопы
Водные клопы (лат. Nepomorpha) — инфраотряд полужесткокрылых насекомых из подотряда клопов, включающий около 2100 видов. Обычно это небольшие полужесткокрылые в длину всего до 2 мм, но встречаются и более крупные представители.

## Распространение
Представители инфраотряда встречаются на всех континентах, кроме Антарктиды.

## Систематика
Молекулярно-генетический анализ показал монофилию принятых ранее надсемейств, кроме Naucoroidea, с выделением в отдельное надсемейство семейств Aphelocheiridae и Potamocoridae.
- Надсемейство Aphelocheiroidea
  - Семейство Aphelocheiridae — Афелохиры
  - Семейство Potamocoridae
- Надсемейство Corixoidea
  - Семейство Corixidae — Гребляки
- Надсемейство Naucoroidea
  - Семейство Naucoridae — Плавты
- Надсемейство Nepoidea
  - Семейство Nepidae — Водяные скорпионы
  - Семейство Belostomatidae — Белостомы
- Надсемейство Notonectoidea
  - Семейство Notonectidae — Гладыши
- Надсемейство Ochteroidea
  - Семейство Ochteridae — Охтериды
  - Семейство Gelastocoridae
- Надсемейство Pleoidea
  - Семейство Helotrephidae
  - Семейство Pleidae — Плеиды